# Percemaille
Une  percemaille est un type de dague utilisée uniquement pour l'estoc.
Les dagues ont des formes très variées. Les percemailles ont une 
« lame longue d'à peine un pied, toujours forte et d'une trempe merveilleuse, en forme d'alêne avec pointe renflée par le changement des plans longitudinaux de retaille et toujours aigüe. »

Elles permettaient à l'aide d'un coup puissant de traverser la cotte de mailles. Résistance des mailles oblige, la pointe était toujours renforcée par rapport aux dagues classiques, pour éviter sa cassure lors du choc et des mouvements qui s'ensuivent.  
« Les dagues à rognons [deux renflements arrondis caractéristiques sur le bois de la fusée, au-dessus des quillons], les percemailles étaient plus usitées dans les Flandres et en Angleterre, car des effigies sépulcrales montrent dès le XIIIe siècle des chevaliers anglais qui en sont munis. » 
Au XVe siècle, la mode change. On préfère les ouvrages délicats des Italiens aux rouelles. Les lames restent fines et déliées mais ne sont plus disposées en percemailles et leur section devient un losange. Les quillons se recourbent vers les tranchants. La fusée est de corne ou d'ivoire et les pommeaux d'acier finement travaillé.